# Distrikt San Cristóbal (Picota)
Der Distrikt San Cristóbal liegt in der Provinz Picota in der Region San Martín in Nordzentral-Peru. Der Distrikt wurde am 31. Januar 1944 gegründet. Er besitzt eine Fläche von 30,1 km². Beim Zensus 2017 wurden 1223 Einwohner gezählt. Im Jahr 1993 lag die Einwohnerzahl bei 1020, im Jahr 2007 bei 1286. Sitz der Distriktverwaltung ist die 230 m hoch gelegene Ortschaft Puerto Rico mit 1223 Einwohnern (Stand 2017). Puerto Rico befindet sich 12,5 km südwestlich der Provinzhauptstadt Picota.

## Geographische Lage
Der Distrikt San Cristóbal liegt in den östlichen Voranden im Südwesten der Provinz Picota. Der Río Huallaga durchquert den Distrikt in nordöstlicher Richtung.
Der Distrikt San Cristóbal grenzt im Südwesten und im Nordwesten an den Distrikt San Hilarión, im Nordosten an den Distrikt Caspisapa, im Südosten an den Distrikt Picota sowie im Süden an den Distrikt Bajo Biavo (Provinz Bellavista).